# Fundación HEC Paris
La Fundación HEC Paris (en francés : Fondation de l’École des hautes études commerciales de Paris) fue fundada en 1972. El objetivo de la Fundación, tal como fue presentado por HEC, es ayudar en el desarrollo de la escuela.

## Objetivos
Los objetivos incluyen la apertura internacional, social y social, así como la transformación digital de la escuela.

## Historia
La fundación fue creada en 1972. Tiene reconocimiento de utilidad pública desde 1973. En diciembre de 2024, la fundación anuncia el resultado de su campaña 2019-2024 “Impact Tomorrow”. Se recaudaron 213 millones de euros, un récord para una grande Escuela francesa.